# La piccola bottega degli orrori (film 1960)
La piccola bottega degli orrori (The Little Shop of Horrors) è un film del 1960 diretto da Roger Corman, ispirato dal racconto del 1932 Green Thoughts di John Collier.
Del film è stato tratto un musical teatrale omonimo off-Broadway nel 1982, trasposto poi sul grande schermo nel 1986 con lo stesso titolo La piccola bottega degli orrori per la regia di Frank Oz.

## Trama
Seymour, imbranato commesso nel negozio di Gravis Mushinik, sviluppa una pianta assetata di sangue e in grado di parlare (che racconta di aver preso da un mercante cinese), e la battezza Audrey Junior, come l'assistente nel negozio di cui si è innamorato. Inizialmente Seymour è felice della sua creazione, anche perché la pianta, che continua a crescere, ha portato fortuna al negozio; ben presto però perde il controllo della situazione, e viene obbligato dalla pianta a commettere omicidi per rifornirla di sangue umano, mentre la polizia indaga sulle sparizioni di persone nei dintorni della bottega.

Ormai Seymour è diventato totalmente schiavo del vegetale, e, durante una mostra al pubblico di Audrey, i suoi boccioli si aprono rivelando i visi degli esseri umani che ha divorato: quindi fa scoprire Seymour dalla polizia, ma l'uomo riesce a sfuggire all'arresto. Tornato nottetempo alla bottega, Seymour è deciso a vendicarsi del tradimento del vegetale, e ci si getta dentro armato di coltello venendo divorato, ma uccidendo la mostruosa pianta.

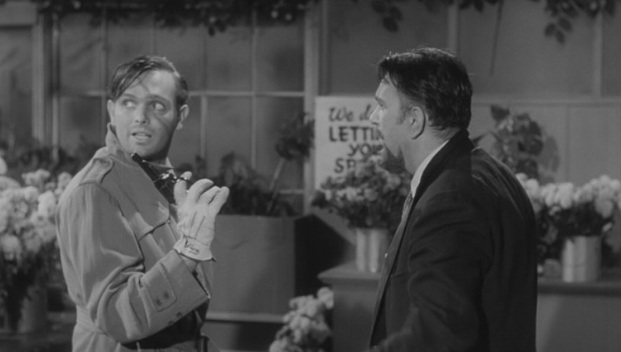
Lo sceneggiatore Charles B. Griffith appare in un cameo nel ruolo del rapinatore
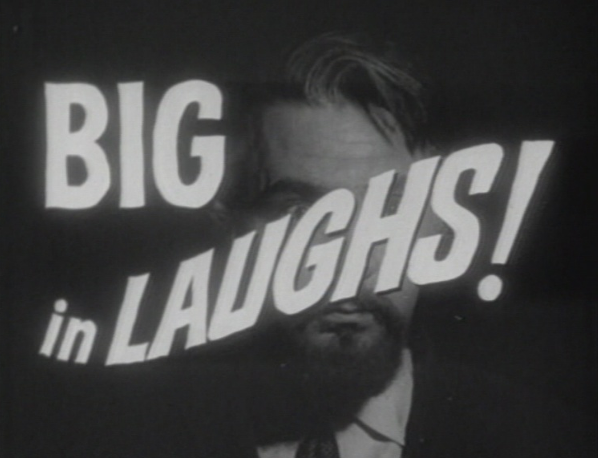
Il trailer del film enfatizza i suoi contenuti comici
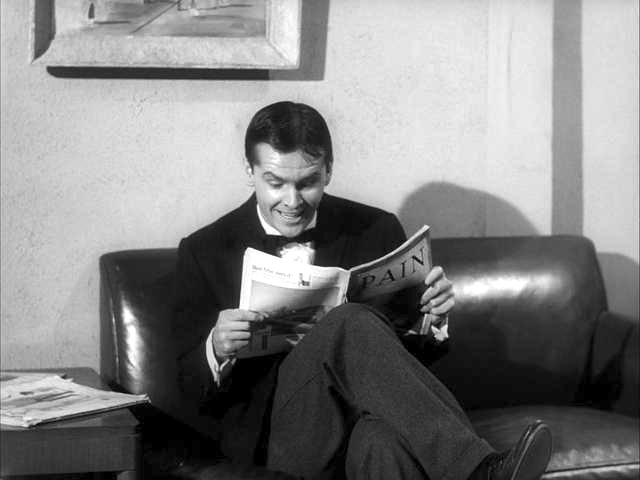
Wilbur Force (Jack Nicholson) in una scena del film

## Produzione
Il film venne girato in soli due giorni e una notte, tra il 28 e il 29 dicembre 1959, in vari luoghi a Los Angeles; la scena finale dell'inseguimento venne girata a Lynwood (California). Le scene interne vennero realizzate presso i Chaplin Studios, al 1416 di North La Brea Avenue a Hollywood.
Un giovane Jack Nicholson compare in una piccola parte, Wilbur Force, il paziente masochista di Farb; la notorietà ottenuta in seguito nella sua carriera ha contribuito ad aumentare l'interesse per questo film; si tratta della sua prima interpretazione in un horror e della prima collaborazione tra Roger Corman e Jack Nicholson: il regista avrebbe diretto l'attore in altri tre film, I maghi del terrore (1963), La vergine di cera (1963) e Il massacro del giorno di San Valentino (1967) .
A Dick Miller venne inizialmente offerto il ruolo di Seymour Krelboin, ma lo rifiutò a favore di Fouch, che mangiava fiori (li ha realmente mangiati nelle scene girate). Gran parte dei dialoghi tra Mel Welles e Dick Miller erano improvvisati. Charles B. Griffith non solo scrisse la maggior parte della sceneggiatura, ma apparve (non accreditato) come il paziente urlante che corre fuori dall'ufficio del Dr. Farb, come il ladro che irrompe nel negozio di fiori e interpretando la voce di Audrey Junior.
Dal film venne tratta una commedia teatrale musicale a Broadway nel 1982, che venne adattata in una trasposizione cinematografica nel 1986. Il successo del musical ha ispirato anche una serie animata, Little Shop (1991), di cui è stato consulente Roger Corman. Nel 1995, la pellicola originale del 1960 è stata adattata come una serie di fumetti a 3 numeri, pubblicata da Cosmic Comics di Roger Corman; gli ultimi due numeri includevano interviste con le star Jonathan Haze e Mel Welles.

## Distribuzione
La pellicola venne distribuita nelle sale cinematografiche statunitensi il 5 agosto 1960, ma non essendo stato rinnovato a suo tempo il copyright, è entrata nel pubblico dominio negli Stati Uniti.
In Italia non venne mai distribuito al cinema; venne trasmesso in televisione per la prima volta nel 1985.